# Didymodon fragilicuspis
Didymodon fragilicuspis är en bladmossart som beskrevs av Brotherus 1928. Didymodon fragilicuspis ingår i släktet lansmossor, och familjen Pottiaceae. Inga underarter finns listade i Catalogue of Life.